# The River
För andra betydelser, se The River (olika betydelser).
The River är ett dubbelalbum av Bruce Springsteen, utgivet av skivbolaget Columbia Records den 10 oktober 1980. På albumet och under kommande turné bestod musikerna av E-Street Band. Det innehåller varierad musik med såväl mörka ballader, livsskildringar och riktiga rocklåtar. Det blev, som första album av Springsteen, etta på Billboards albumlista. Låtarna The River och Hungry Heart blev stora hits.
Albumet spelades först in som ett enkelalbum under namnet The Ties That Bind, ungefär "de band som knyts" som är en omskrivning av att gifta sig. Springsteen ville skriva för sin ålder, om att vara vuxen och att det var dags att stadga sig och han förundrades över att folk gjorde det runt omkring sig. Enkelalbumet blev färdiginspelat och tidigare album hade fungerat hos kritiker men inte mottagits lika entusiastiskt hos publiken. Däremot uppskattades bandets långa live-framträdanden och de lyssnade själva på väldigt slamrig och högljudd musik. Springsteen beslöt sig för att göra ett dubbelalbum med mer blandade musikstilar och han tog in bandmedlemmen Steven Van Zandt för att komplettera producenten Jon Landau, som ville göra mer genomproducerade låtar. Springsteen menar att diskussionerna dem emellan är en stor anledning till att skivan blev så varierad.
År 2015 hade en entimmesdokumentär om inspelningarna av skivan premiär på New Yorks dokumentärfilmsfestival Doc NYC och senare under året släpptes en box med dokumentären och ännu mer material under namnet The Ties That Bind: The River Collection.
Turnén som startade i oktober 1980 nådde Sverige för 3 spelningar; 3 maj 1981 var det Springsteens första besök i Göteborg på Scandinavium, som följdes av 2 spelningar på Hovet i Stockholm 7 och 8 maj 1981.
När albumet firade 35 år 2015 startade Springsteen en turné som följdes av den ovannämnda boxen The Ties That Bind: The River Collection. Springsteen besökte Ullevi för 3 spelningar, 25 juni, 27 juni samt 23 juli 2016.

## Låtlista
Sida ett
1. "The Ties That Bind" – 3:34
2. "Sherry Darling" – 4:03
3. "Jackson Cage" – 3:04
4. "Two Hearts" – 2:45
5. "Independence Day" – 4:50

Sida två
1. "Hungry Heart" – 3:19
2. "Out in the Street" – 4:17
3. "Crush on You" – 3:10
4. "You Can Look (But You Better Not Touch)" – 2:37
5. "I Wanna Marry You" – 3:30
6. "The River" – 5:01

Sida tre
1. "Point Blank" – 6:06
2. "Cadillac Ranch" – 3:03
3. "I'm a Rocker" – 3:36
4. "Fade Away" – 4:46
5. "Stolen Car" – 3:54

Sida fyra
1. "Ramrod" – 4:05
2. "The Price You Pay" – 5:29
3. "Drive All Night" – 8:33
4. "Wreck on the Highway" – 3:54

## Medverkande
- Bruce Springsteen - sång, elgitarr, munspel, piano på "Drive All Night"
- Roy Bittan - piano, orgel på "I'm a Rocker" och "Drive All Night", bakgrundssång
- Clarence Clemons - saxofon, percussion, bakgrundssång
- Danny Federici - orgel, klockspel
- Garry Tallent - bas
- Steven Van Zandt - akustisk gitarr, elgitarr, bakgrundssång
- Max Weinberg - trummor
- Howard Kaylan, Mark Volman - bakgrundssång på "Hungry Heart"